# فومبيليدا
فومبيليدا (بالإسبانية: Fombellida)‏ هي بلدية تقع في مقاطعة بلد الوليد، قشتالة وليون، إسبانيا. وفقًا لتعداد عام 2004 (المعهد الوطني للإحصائيات)، يبلغ عدد سكان البلدية 244 نسمة.